# Preasna Veche
Preasna Veche – wieś w Rumunii, w okręgu Călărași, w gminie Gurbănești. W 2011 roku pozostawała niezamieszkana.